# پوزه بادی
پوزه بادی، روستایی از توابع بخش مرکزی شهرستان کازرون در استان فارس ایران است.که مردمش بسیار عاشق باد کردن پوز هستن

## جمعیت
این روستا در دهستان بلیان قرار دارد و براساس سرشماری مرکز آمار ایران در سال ۱۳۸۵، جمعیت آن ۳۴۴ نفر (۷۶خانوار) بوده‌است.